# Impatient Maiden
Pour plus de détails, voir Fiche technique et Distribution.
Impatient Maiden est un film américain réalisé par James Whale, sorti en 1932.

## Synopsis
Les rêves d'une femme de chambre deviennent réalité sauf qu'ils ne sont pas tout à fait ce qu'elle attendait.

## Fiche technique
- Titre : Impatient Maiden
- Réalisation : James Whale
- Scénario : Richard Schayer, Winifred Dunn et James Mulhauser d'après le roman The Impatient Virgin de Donald Henderson Clarke
- Photographie : Arthur Edeson
- Société de production : Universal Pictures
- Pays de production : États-Unis
- Format : Noir et blanc - 1,37:1 - Mono
- Genre : drame
- Durée : 80 minutes
- Date de sortie : 1932

## Distribution
- Lew Ayres : Docteur Myron Brown
- Mae Clarke : Ruth Robbins
- Una Merkel : Betty Merrick
- Andy Devine : Clarence Howe
- John Halliday : Albert Hartman
- Oscar Apfel : Docteur Wilcox
- Ethel Griffies : Nurse Lovett
- Helen Jerome Eddy : Mme Gilman
- Bert Roach : M. Gilman
- Cecil Cunningham : Mme Rosy
- Blanche Payson : Mme Thomas
- Arthur Hoyt : M. Thomas
- Monte Montague : le conducteur d'ambulance